# Пивцакин, Никита Васильевич
Никита Васильевич Пивца́кин (род. 23 июля 1991, Омск) — российский хоккеист, защитник.

## Клубная карьера
Воспитанник омского хоккея. Выступал в МХЛ за «Омских ястребов» — молодёжную команду «Авангарда». Дебютировал в «Авангарде» 25 ноября 2008 года в Омске в матче против «Амура».
В матчах первенств России за время выступлений за ДЮСШ «Авангард» провёл 197 матчей, забросил 15 шайб, сделал 21 передачу, набрал 143 минуты штрафа. Лучший снайпер «Авангард»-91 среди защитников 2006 и 2007 годов.
Играл за «Авангард-2» («Омские Ястребы», Омск, 2009—2012, провёл 49 матчей, забросил 6 шайб, сделал 9 передач, набрал 63 минуты штрафа).
В сезонах 2009—2015 провёл за «Авангард» 290 игр, забросил 13 шайб, сделал 37 передач, набрал 139 минут штрафа и показатель полезности «+23». В сезоне 2011/12 в составе «Авангарда» завоевал серебряные медали чемпионата КХЛ.
В феврале 2013 году продлил контракт с «Авангардом» ещё на два года. В 2015 году хоккеист в категоричной форме не пожелал продолжить карьеру в омском клубе, и был обменян в ЦСКА на денежную компенсацию.
В сезоне 2019/20 КХЛ принял участие в 22 матчах за «Авангард», набрав 3 (1+2) очка при показателе полезности «-2» и 29 минутах штрафного времени. 23 декабря 2019 года «Авангард» расторг контракт по соглашению сторон.

## Карьера в сборных
Играл за юниорскую и молодёжную сборную России. Серебряный призёр юниорского чемпионата мира 2009 года. Участник молодёжного чемпионата мира 2010 года. Чемпион мира среди молодёжи 2011.
В 2009 и 2010 годах участвовал в Subway Super Series.

## Статистика
| Легенда | Легенда                    | Легенда | Легенда                   | Легенда | Легенда    |
| ------- | -------------------------- | ------- | ------------------------- | ------- | ---------- |
| И       | Количество проведённых игр | Штр     | Штрафное время            | +/−     | Плюс-минус |
| Г       | Голы                       | П       | Голевые передачи          | О       | Очки       |
| -       | Статистика неизвестна      | —       | Статистика не учитывалась |         |            |

### Клубная карьера
- a В «Плей-офф» учитывается статистика игрока в Кубке Надежды.

## Награды
- Серебряный призёр чемпионата КХЛ сезона 2011—2012.
- Обладатель Кубка Континента 2011 года, 2016 года, 2017 года.
- Победитель Subway Super Series 2010 в составе молодёжной сборной России
- Серебряный призёр юниорского чемпионата мира 2009 года.
- Победитель молодёжного чемпионата мира 2011 года.
- Серебряный призёр чемпионата КХЛ сезона 2015—2016.
- Серебряный призёр чемпионата КХЛ сезона 2018—2019.